# Chiesa dell'Assunzione di Maria (Astrachan')
La chiesa dell'Assunzione di Maria (in russo Храм Успения Богородицы?) è una chiesa cattolica di Astrachan', in Russia. Fa parte del vicariato della diocesi di San Clemente a Saratov.

## Storia e descrizione
La storia della struttura è legata a quella della comunità cattolica giunta nella regione del Volga meridionale prima dell'epoca di Pietro il Grande. Grazie all'ukaz del 1702 fu garantita la totale libertà religiosa ai sudditi non ortodossi ed anche a quelli stranieri. La comunità cattolica di Astrachan' era da tempo numerosa, soprattutto in ragione del fatto che la città era un importante polo commerciale. La maggioranza dei cattolici del luogo era composta da discendenti di tedeschi e polacchi. Con la concessione della libertà religiosa i frati cappuccini poterono svolgere la propria missione in città. In questo periodo sorsero le prime cappelle cattoliche in legno.
Nel 1721 fu costruita la chiesa in pietra dedicata alla ricorrenza dell'Assunzione di Maria. Si trattò della terza chiesa cattolica costruita in Russia, dopo quelle sorte a Mosca e San Pietroburgo. Inoltre nei pressi dell'edificio i cappuccini diedero vita ad una scuola, dove poi studiarono anche il poeta Vasilij Tredjakovskij ed il letterato Antioch Kantemir.
La chiesa attuale fu costruita tra il 1762 ed il 1778, in sostituzione di quella risalente al 1721. L'edificio è frutto di un'originale combinazione di arte barocca e classica, a cui si aggiungono alcune caratteristiche architettoniche tipicamente russe. Benché nello stile ricalchi le basiliche italiane, la chiesa ha una pianta rettangolare (da cui sporge l'abside), al pari di molte chiese ortodosse russe.
Durante il periodo sovietico la struttura fu chiusa al culto. Alla fine degli anni novanta è stata restituita alla Chiesa cattolica e restaurata.

## Galleria d'immagini

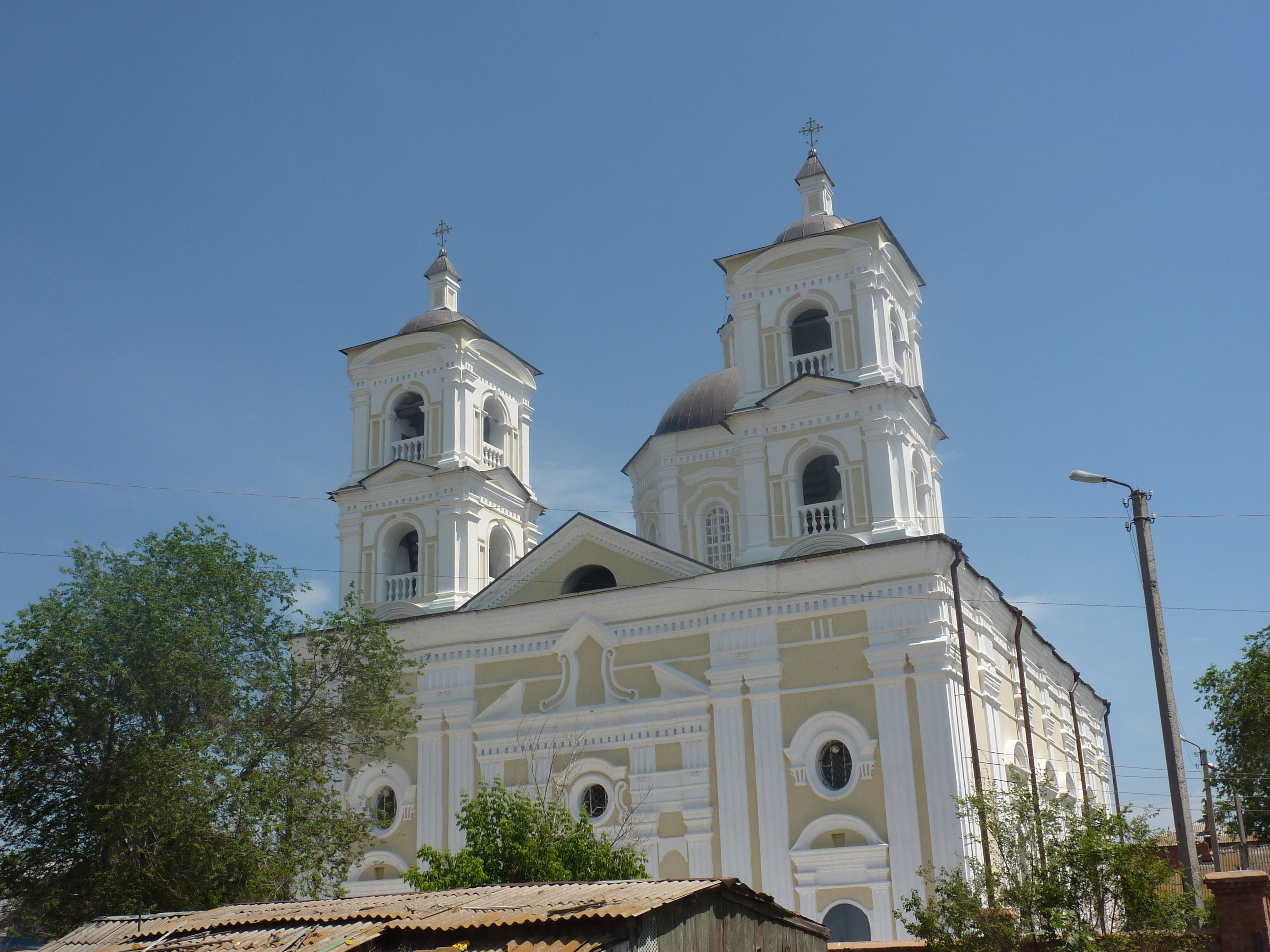
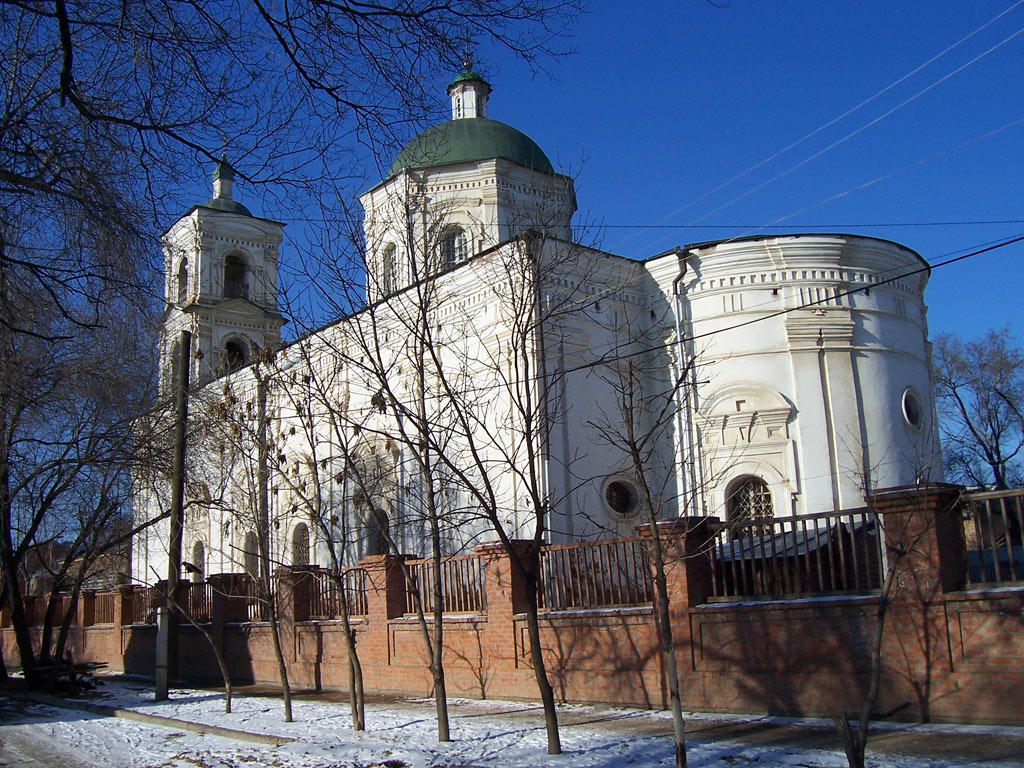
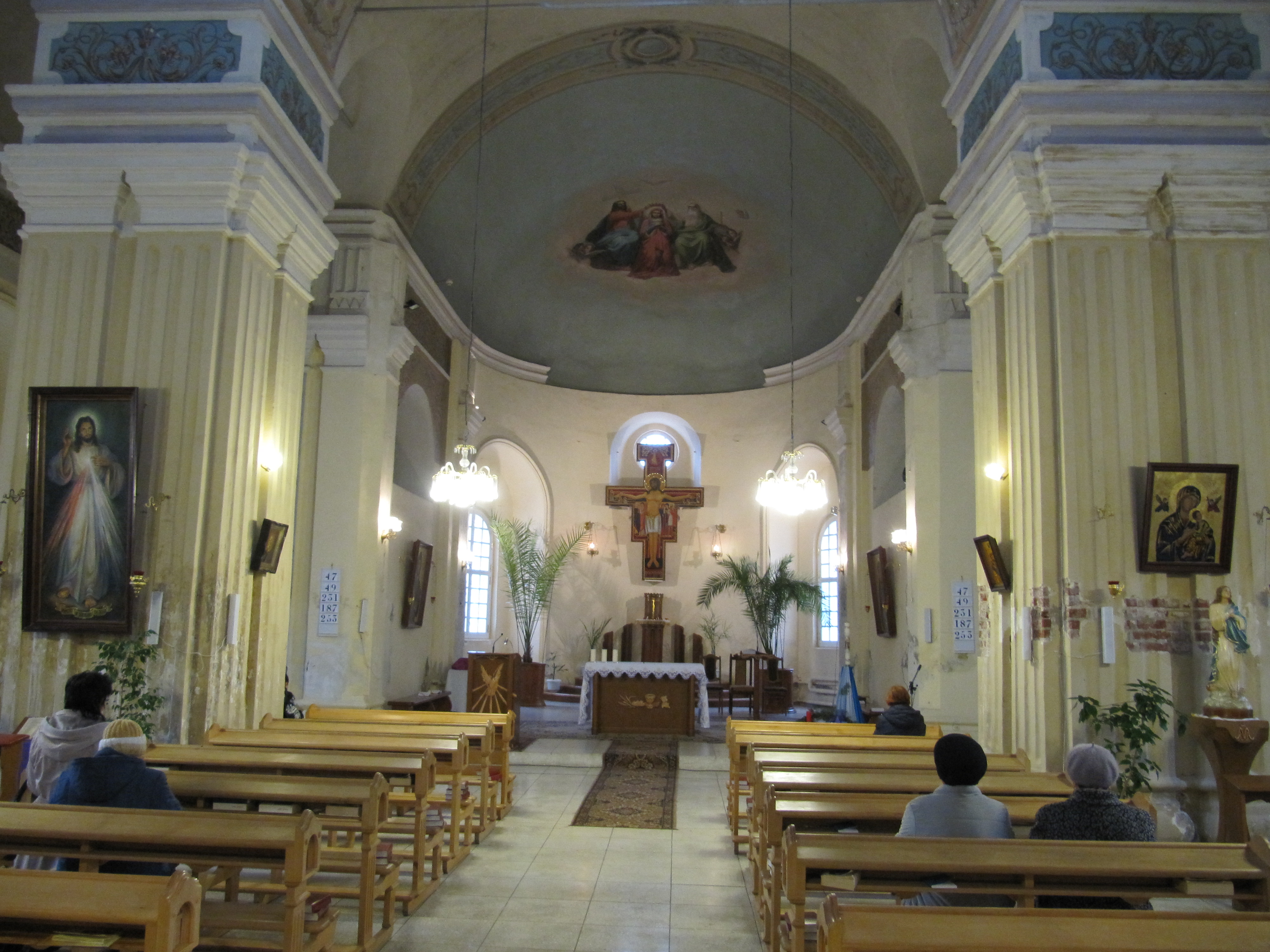